# Sistema de defensa en zona

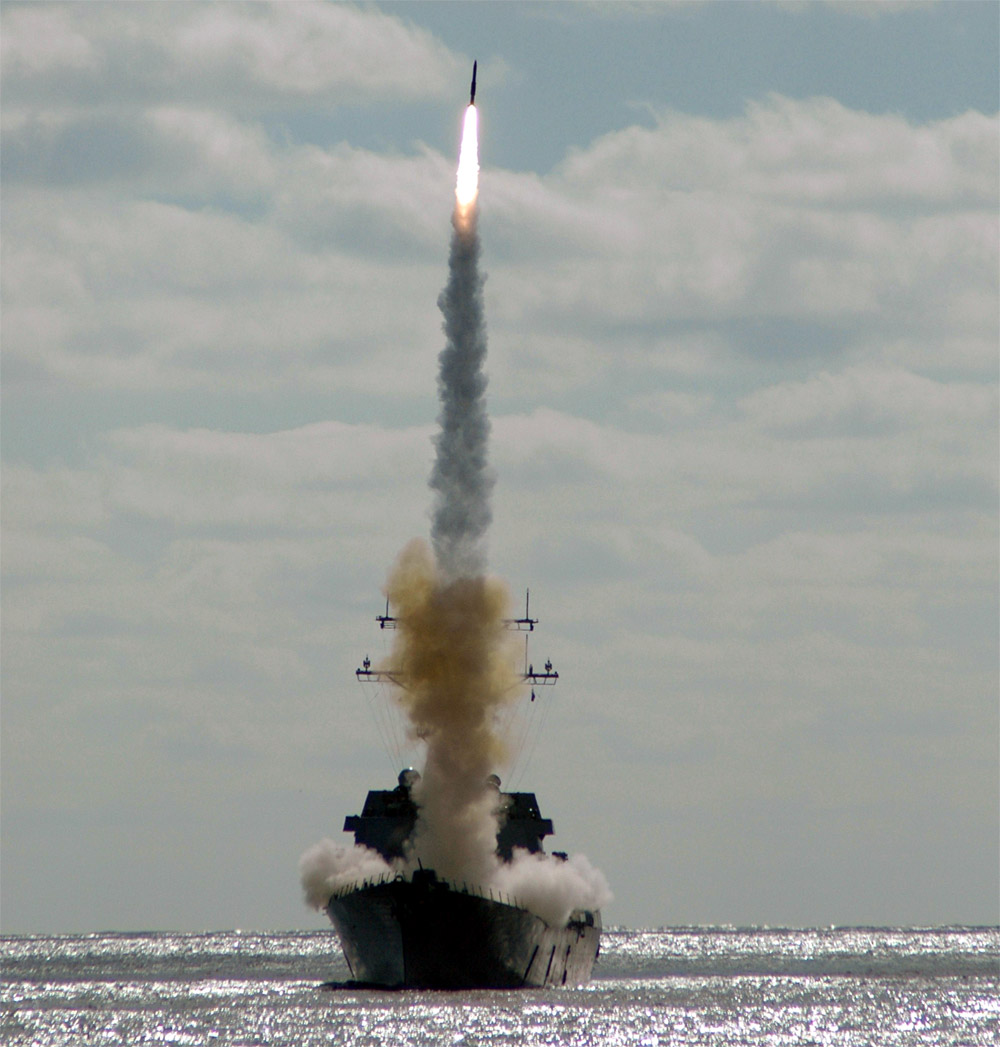
Los sistemas de defensa en zona son de los más costosos con que puede contar una armada, pero también de los más eficaces.

Un Sistema de defensa en zona consiste en un conjunto de armas, principalmente misiles, controlados desde un mando central que recibe información de posibles amenaza de distintas fuentes y es capaz de disparar y guiar las armas a su alcance contra las amenazas comprendidas dentro de las zonas exploradas por todas las fuentes que se comunican con el mando central.

## Características
Los sistemas de defensa en zona son los más avanzados hasta el momento en lo que a protección de barcos y flotas se refiere porque un solo buque puede proteger un gran espacio, no solo así mismo, contra múltiples amenazas.
Para conseguir este objetivo el barco defensor basa todo su potencial en un radar, que puede estar ayudado por otros radares de otros barcos, aviones o satélites. Este dispositivo identifica las posibles amenazas y guían a las armas hasta ellas. Esta capacidad la ofrecen muy pocos radares porque es necesario que la antena no gire mecánicamente, de esta manera puede iluminar todo su entorno permanentemente. Por este motivo los radares de defensa en zona como el Sistema AEGIS disponen de cuatro paneles orientados hacia los cuatro puntos cardinales y el sistema realiza un barrido electrónico del entorno, lo que requiere una tecnología muy avanzada.
Las señales captadas por radar son analizadas por un ordenador que puede disparar más de 100 misiles contra otros 100 blancos diferentes. Esto requiere una gran superficie en el navío para poder alojar todos los misiles y sus respectivos sustitutos, además de medios de recarga automáticos para estar listos para otro disparó en pocos segundos o décimas de segundo. Por esta razón muy pocos navíos cuentan con el desplazmiento necesario para incorporar estos sistemas; los barcos más pequeños que cuenta con estas defensas son las fragatas españolas Clase Álvaro de Bazán y aun así cada una desplaza casi 6 000 tm. (poco menos que el peso de un crucero).

## Historia
Los sistemas de defensa en zona como el AEGIS estadounidense comenzaron a desarrollarse a finales de los años 60; pero fue después de la guerra de las Malvinas, cuando los pilotos argentinos hundieron o inutilizaron abundantes barcos británicos llevándolos casi al borde de las pérdidas admisibles, cuando se constató la vulnerabilidad de los navíos ante ataques
aéreos, pese a contar con sistemas de autodefensa.
Tras este conflicto comenzó el desarrollo más importante de sistemas que pudieran derribar gran cantidad de amenazas utilizando toda la información que se pudiera reunir, tanto la obtenida por el propio barco como por otros medios.

## Marinas que lo incorporan
Actualmente el principal sistema de defensa en zona es el AEGIS estadounidense que ha sido instalado en los cruceros y destructores de la Armada de los Estados Unidos, en los destructores de la Fuerza Marítima de Autodefensa de Japón, en las fragatas clase Álvaro de Bazán de la Armada Española y en las fragatas clase Fridtjof Nansen de la Armada Noruega.
Países Bajos y Alemania incorporan en sus nuevas fragatas de defensa aérea el sistema APAR. Francia, Italia y el Reino Unido trabajan en un sistema conjunto, el PAAMS (en el caso británico con radar diferente), que debería entrar en servicio en la marina francesa durante el año 2008.